# Time shifting
El servei Time Shifting és el procés d'enregistrar i guardar informació per escoltar-la, llegir-la o visionar-la posteriorment quan desitgi l'usuari. En el món de la televisió consisteix a guardar qualsevol programa per una visualització posterior. Així, es permetrà retrocedir, avançar, pausar o fins i tot reprendre el programa sempre que l'usuari ho desitgi.

## Història
Antigament aquest procediment s'aconseguia mitjançant l'ús d'un VCR (Video Cassete Recorder), videograbadores analògiques. No obstant això, en l'actualitat es fa ús de DVR (Digital Video Recorder) conegudes com a gravadores digitals. Aquests darrers tenen l'avantatge que suporten una major capacitat de magatzematge, una gravació de major qualitat, una carta de programació més sofisticada i la capacitat de control de la gravació i visualització mitjançant la xarxa.
Per llei, una persona no està permesa a fer còpies no autoritzades d'un treball amb copyright com pugui ser un programa de televisió. Així, a partir del judici celebrat als Estats Units entre l'empresa Sony Corporation i els estudis de televisió Universal Studios conegut com a cas Betamax es va concloure que un usuari podia gravar programes de televisió sempre que el seu ús fos sense ànim de lucre, o amb finalitats educacionals.

## Time Shifting sobre IPTV
Operadors com Tivo proporcionen aquest servei que es caracteritza per oferir als usuaris programació a la carta. Així es pot programar de forma senzilla i exacta el que es vol gravar accedint-hi mitjançant paraules claus a una cartellera de programació molt més avançada que les emprades fins ara.
El procés d'emagatzament de la informació es pot realitzar localment mitjançant l'ús d'un PVR (Personal Video Recorder), gravador de vídeo personal que no és més que un tipus de DVR el qual pot estar inclòs al mateix Set Top Box.
La informació també es pot guardar de forma remota a dispositius presents a la xarxa. Aquest procediment és conegut com a NVR (Network Video Recorder) i és bastant utilitzat quan els terminals no disposen de suficient capacitat de magatzematge com ara les PDA.